# Цирк приїхав
Цирк приїхав (рос. Цирк приехал) — радянський трисерійний художній телефільм 1987 року, знятий Творчим об'єднанням «Екран».

## Сюжет
У 1927 році до провінційного містечка приїжджає приватний цирк. Рятуючись від побоїв вітчима, за лаштунки цирку випадково потрапляє сирота Борька. Тут він знайомиться з хлопчиком Сандро і силачем дядьком Пронею…

## У ролях
- Станіслав Філатов — Борька, сирота, який мріє стати цирковим артистом
- Сандро Кумсіашвілі — Сандро, юний цирковий акробат і трюкач
- Ігор Петрухін — дядько Проня, цирковий силач і приборкувач пітона
- Михайло Пуговкін — Сергій Михайлович, Борькин вітчим, злодій і скупник краденого
- Наталія Крачковська — Павла Павлівна, господиня скобянного магазину
- Ігор Дмитрієв — директор цирку, деспот і тиран, великий пройдисвіт
- Кирило Маслов — Ніздря, злий хуліган
- Ігор Марученков — Мальок, добрий хуліган
- Олександр Мінаєв — Ромка, піонер
- Ольга Спиркіна — піонервожата Оля
- Олександр Жеромський — Микола Шустиков, міліціонер
- Анатолій Голота — клоун
- Юрій Терьошкін — клоун
- Костас Сморігінас — слідчий (озвучив Всеволод Абдулов)
- Раїса Рязанова — мати Ромки
- Олена Бурова — піонерка
- Катерина Доржинова — піонерка
- Олексій Єгоров — піонер
- Ірина Єрмілова — піонерка
- Олексій Зеленцов — піонер
- Володимир Зубарєв — піонер
- Ірина Ігнатова — піонерка
- Олексій Климанов — піонер
- Михайло Козлов — піонер
- Володимир Кукушкін — піонер
- Борис Ліберман — піонер
- Дмитро Несмачний — піонер
- Микола Одинцов — піонер
- Наталія Окружнова — піонерка
- Євгенія Прокопова — піонерка
- Олена Савінова — піонерка
- Дмитро Холодчев — піонер
- Світлана Щєлова — піонерка
- Павло Єргашев — піонер
- Світлана Яковлєва — піонерка
- Сергій Варчук — клієнт Ніздрі
- Володимир Тягічев — епізод

## Знімальна група
- Режисер — Борис Дуров
- Сценаристи — Владислав Федосеєв, Борис Дуров
- Оператори — Валентин Халтурін, Володимир Шевальов
- Композитор — Євген Птичкін
- Художник — Віктор Монетов